# Theed

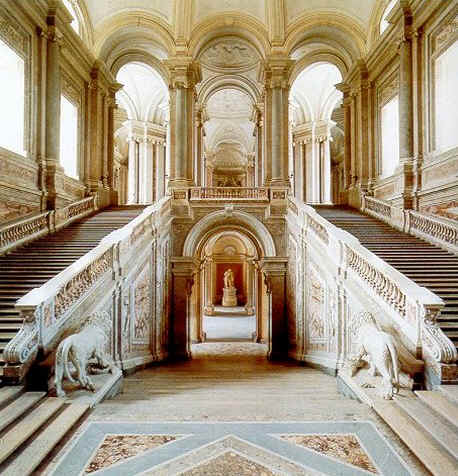
Interior del Palacio Real de Theed (Palacio Real de Caserta)

Theed es una ciudad del universo ficticio de Star Wars. Ciudad capital del planeta Naboo. Contaba al comenzar el reinado de Amidala con 380.000 habitantes y cuando esta era senadora había alcanzado los 624.000. Aquí estaba ubicado el palacio real, así como los extractores de plasma y el hangar real. Esta ciudad era la capital de la cultura en todo el planeta y en el sector siendo ejemplo de belleza estética y armonía. Era gobernada por Sio Bibble, un hombre anciano de gran carácter y voz, que dio su vida por su planeta. Él era el líder del consejo planetario de Naboo, que respondía directamente ante la Reina o Rey del momento. 
Durante poco tiempo, Nute Gunray el Virrey de la Federación de comercio invadió la ciudad de Theed, así el pudiera conseguir gobernar el planeta, Nute Gunray arrestó a la reina Padmé Amidala. Pero con la ayuda de dos Jedi y los Gungan, la reina logró vencer al virrey y recuperar la soberanía del planeta Naboo.
Desde Theed gobernaron ilustres monarcas como el Rey Veruna, la Reina Padmé Amidala y la Reina Jamillia. 
- Datos: Q1063304